# Gravitationsparameter
| Legeme  | μ [m3 s−2]        | μ [m3 s−2] |
| ------- | ----------------- | ---------- |
| Solen   | 1.32712440042(10) | ⋅ 1020     |
| Merkur  | 2.2032(9)         | ⋅ 1013     |
| Venus   | 3.24859(9)        | ⋅ 1014     |
| Jorden  | 3.986004418(8)    | ⋅ 1014     |
| Månen   | 4.9048695(9)      | ⋅ 1012     |
| Mars    | 4.282837(2)       | ⋅ 1013     |
| Ceres   | 6.26325           | ⋅ 1010     |
| Jupiter | 1.26686534(9)     | ⋅ 1017     |
| Saturn  | 3.7931187(9)      | ⋅ 1016     |
| Uranus  | 5.793939(9)       | ⋅ 1015     |
| Neptun  | 6.836529(9)       | ⋅ 1015     |
| Pluto   | 8.71(9)           | ⋅ 1011     |
| Eris    | 1.108(9)          | ⋅ 1012     |

Ved et himmellegemes gravitationsparameter forstås produktet af den universelle gravitationskonstant {\displaystyle G} og legemets masse {\displaystyle M}. Den betegnes {\displaystyle GM} eller {\displaystyle \mu }
{\displaystyle GM=\mu \equiv G\cdot M}
Størrelsen er indført, fordi den kan måles med meget stor nøjagtighed. Hosstående tabel viser måleresultater for Solen, planeterne, Månen og tre dværgplaneter; tallet i parentes angiver usikkerheden på sidste ciffer.
Gravitationsparameteren indgår som en vigtig faktor i Newtons gravitationslov,
{\displaystyle F_{\text{grav}}={\frac {G\cdot M\cdot m}{r^{2}}}={\frac {\mu \cdot m}{r^{2}}}}
Hvis man ønsker at bestemme himmellegemets masse {\displaystyle M}, skal man blot dividere med {\displaystyle G}, men da denne fysiske størrelse er vanskelig at måle nøjagtigt.
, vil usikkerheden forplante sig til {\displaystyle M}.

## Solens masse
For Solen er (jfr. tabellen)
{\displaystyle GM_{\odot }=(1.327\,124\,400\,42\pm 0.000\,000\,000\,10)\cdot 10^{20}\;{\text{m}}^{3}\,{\text{s}}^{-2}}
Den relative nøjagtighed er {\displaystyle 7.5\cdot 10^{-10}}.
Den hidtil nøjagtigst bestemte værdi af {\displaystyle G} er
{\displaystyle G=(6.674\,30\;\pm \;0.000\,15)\cdot 10^{-11}\;{\text{m}}^{3}\,{\text{s}}^{-2}\,{\text{kg}}^{-1}}
Her er den relative nøjagtighed {\displaystyle 2.2\cdot 10^{-5}}, der er ca. {\displaystyle 30\,000} gange større. Usikkerheden på {\displaystyle M_{\odot }} nedarves derfor praktisk taget alene fra {\displaystyle G}. Solens masse bliver da
{\displaystyle M_{\odot }={\frac {GM_{\odot }}{G}}=(1.988\,41\;\pm \;0.000\,04)\cdot 10^{30}\;{\text{kg}}}
I praksis er dette dog ofte ikke et problem, fordi det i mange sammenhænge er kombinationen {\displaystyle GM=\mu }, som indgår. Det gælder for eksempel Keplers tredje lov, der sammenknytter middelafstand {\displaystyle a} og omløbstid {\displaystyle P}.
For Solen ({\displaystyle \odot }) og en planet ({\displaystyle {\text{p}}}), lyder loven:
{\displaystyle {\frac {a^{3}}{P^{2}}}={\frac {\mu _{\odot }+\mu _{\text{p}}}{4\cdot \pi ^{2}}}}
Hvis {\displaystyle \mu _{\text{p}}} er forsvindende sammenlignet med {\displaystyle \mu _{\odot }}, så kan {\displaystyle \mu _{\odot }} bestemmes ved målinger af {\displaystyle a} og {\displaystyle P}.
For et kugleformet himmellegeme med en radius på {\displaystyle R} kan {\displaystyle \mu } også bestemmes ved måling af svingningstiden for et pendul med svingningstiden {\displaystyle P} og pendullængden {\displaystyle L}, idet der for små udsving gælder
{\displaystyle \mu ={\frac {4\pi ^{2}\cdot R^{2}\cdot L}{P^{2}}}}
I andre sammenhænge indgår kun massen, for eksempel ved beregning af en kugles middeldensitet ud fra masse {\displaystyle M} og radius {\displaystyle R}:
{\displaystyle \rho ={\frac {M}{\textstyle {\frac {4}{3}}\cdot \pi \cdot R^{3}}}}
Her undgår man ikke, at usikkerheden på {\displaystyle G} spiller ind.